# The Duprees
The Duprees es un grupo musical estadounidense de estilo doo-wop que tuvo una serie de sencillos de éxito a principios de la década de 1960. La canción más exitosa del conjunto fue "You Belong to Me", que alcanzó el número 6 en la lista Billboard Hot 100 en 1962. En 1970, grabaron como The Italian Asphalt & Pavement Company .

## Historia

### Inicios
El grupo fue fundado a principios de la década de 1960 en una escuela secundaria de Jersey City (Nueva Jersey), por Michael Arnone, Joe Santollo, John Salvato, Tom Bialoglow y el cantante principal Joey Canzano. 
Originalmente, Bialoglow y Canzano cantaban con un grupo local, los Utopians, mientras que Arnone, Santollo y Salvato estaban con los Elgins. Una noche, mientras los Utopians cantaban en Hamilton Park, Arnone, Santollo y Salvato vinieron a escuchar a Canzano. Los Elgin acababan de separarse y los tres querían que Canzano cantara como líder en un nuevo grupo que estaban formando. Vann aceptó con la condición de que Bialoglow fuera con él.
Al poco tiempo, Joey Vann tuvo una disputa con Joe Santollo, lo que provocó que abandonara el grupo. El grupo decidió contratar a un cantante principal de color y fueron a buscar por el vecindario negro de la ciudad de Jersey. Le preguntaron a un hombre en una esquina de la calle dónde podían encontrar cantantes por allí, quien los dirigió a una barbería local. Mientras se alejaban, Santollo le preguntó su nombre a lo que respondió "Dupree". A Santollo le gustó como nombre de grupo.

### Carrera con Coed Records
Después de grabar una maqueta, el grupo buscó un sello discográfico que se fijara en ellos. Una de las etiquetas fue Coed Records. Olvidándose de dejar un número de teléfono, el grupo esperó dos meses una respuesta. Resultó que a Coed le había gustado su sonido y quería que hicieran una audición, pero no tenía forma de contactarlos. Durante el período de espera, Michael Kelly dejó la formación. Aunque él era el cantante principal en su demo, decidieron no decírselo al sello y en su lugar llamaron a Vann.
En agosto de 1962, lanzaron su primer álbum, You Belong To Me. La canción principal se convertiría en el mayor éxito del grupo, pasando 10 semanas en las listas semanales Billboard Top-40 y dos semanas en el Top-10 semanal alcanzando el puesto número 7. Su grabación de "My Own True Love" también figuraría en las listas, alcanzando el puesto 13 en las listas semanales Top-40.
Después de su primer lanzamiento, The Duprees se convirtieron en estrellas, recorriendo los Estados Unidos actuando en emisoras de radio y salas de conciertos como el Teatro Apollo. También estuvieron de gira con Caravan of Stars de Dick Clark.
En 1963, lanzaron un álbum Have You Heard? y tres sencillos que entraron en las listas de éxitos, "Gone With The Wind" que alcanzó el puesto 89, "Have You Heard?" que alcanzó el puesto 18 y "Why Don't You Belive Me" que llegó al número 37.
Poco antes del lanzamiento de "Have You Heard?" Bialoglow dejó la formación después de que las decepcionantes regalías lo dejaran decidir entre la familia y el grupo. Después de dejar el grupo, Bialoglow no fue reemplazado y el álbum fue producido y lanzado sin él.

### Declive y continuación
En 1964, como muchos otros grupos, los Dupree se vieron afectados por la invasión británica. Su último sencillo en las listas de éxitos llegó en 1965 con "Around The Corner", que alcanzó el puesto 93 en la lista Billboard Hot 100. Vann dejó el grupo en algún momento después de "Have You Heard?" y fue reemplazado, una vez más, por Kelly. Aunque continuaron grabando a partir de entonces, el grupo tomó una dirección más "pop", lanzando un álbum bajo el nombre de "The Italian Asphalt & Pavement Company" en 1970.
En 1978, Mike Kelly dejó los Duprees y fue reemplazado por Tommy Petillo en la voz principal. La última presentación en vivo de los miembros originales del grupo John Salvato, Mike Arnone y Joe Santollo (con Larry Casanova en la voz y Tommy Petillo en la voz principal) fue el Año Nuevo de 1979.
Joe Santollo murió en 1981, Joey Vann murió en 1984 y Mike Arnone murió en 2005. Mike Kelly murió el 7 de agosto de 2012.
Los Duprees originales (Joey Vann Canzano, Mike Kelly, John Salvato, Tom Bialoglow, Joe Santollo y Mike Arnone) fueron incluidos en el Salón de la Fama de los Grupos Vocales en 2006.
The Duprees, continuaron con diferentes cambios de formación, Phil Granito se unió en 1987, Tony Testa en 1989, Jimmy Spinelli en 1991 y Tommy Petillo regresó como cantante principal en 2002 hasta 2023.

## Discografía

### The Duprees (formación original)
- You Belong to Me (Co-Ed, 1962)
- Have You Heard (Co-Ed, 1963)
- Total Recall (Heritage, 1968)

### As the Italian Asphalt & Pavement Co.
- The Italian Asphalt & Pavement Co. Presents Duprees Gold (Colossus, 1970)

### The Duprees (otras formaciones)
- The Duprees Go to the Movies (vol-1 2003)
- The Duprees Live at the Sands (vol-2 2003)
- Duprees Go to the Movies (2008)
- The Duprees Today (2008)
- A Duprees Christmas (2009)
- As Time Goes By (2010)
- Night of Legends Live: The Duprees/Little Anthony and the Imperials (2010)
- Great Songs of Our Time (2011)
- Fiftieth Anniversary Album (2012)
- Happy 100th Mr. Sinatra (2016)

### Sencillos
- "My Own True Love" – Pop Chart #13 (1962)
- "You Belong to Me" – Pop Chart #7 (1962)
- "I'd Rather Be Here in Your Arms" - Pop Chart #91 (1962)
- "Gone with the Wind" – Pop Chart #89 (1963)
- "Have You Heard" – Pop Chart #18 (1963)
- "Why Don't You Believe Me" – Pop Chart #37 (1963)
- "(It's No) Sin" – Pop Chart #74 (1963)
- "Around the Corner" – Pop Chart #93 (1965)
- "Check Yourself" – Pop Chart #97 (1970)
- "Delicious" – Disco Singles #3 (1975)